# Кийт Уотърхаус
Кийт Уотърхаус (на английски: Keith Waterhouse) е британски колумнист, романист, автор на многобройни телевизионни новели.
Уотърхаус е сред представителите на вълната „Сърдитите млади хора“. Неговата книга „Били Лъжеца“ е филмирана през 1959 от Джон Шлезинджър. Пиесата се играе и на сцената на български театри.